# 中尾彬
中尾 彬（なかお あきら、1942年〈昭和17年〉8月11日 - 2024年〈令和6年〉5月16日）は、日本の俳優、声優、タレント、コメンテーター。千葉県木更津市出身。最終所属は古舘プロジェクト。

## 来歴
木更津にあった生家は酒屋を営んでおり、長男として生まれた。1958年に千葉県立木更津第一高等学校へ入学するとバレーボール部で主将を務め、1960年に油彩画「石の花」が千葉県美術展に入選し、1961年に武蔵野美術大学油絵学科へ入学する。
1961年に日活ニューフェイスの第5期に合格して（正規ではなく編入）「青い芽の素顔」と「どじょっこの歌」にノンクレジットでテスト出演した後に、「真昼の誘拐」で正式にデビューする。絵画を捨てきれず翌年に日活を退社、大学を中退してフランスへ留学するも留学期間を短縮する。1963年に帰国して劇団民藝に研究生として入団し、1964年に中平康監督・加賀まりこ主演の映画『月曜日のユカ』にオーディションを経て出演する。1971年に民藝を離れてフリーとなってから、各映画会社やテレビドラマで活動を始める。
1975年に映画『本陣殺人事件』で主役の金田一耕助を演じる。
1978年からテレビドラマ『暴れん坊将軍』で初代徳川宗春役を演じ、当たり役となる。
1978年から絵画創作を再開して1978年に個展を2回開催した。フランスのル・サロン展で、1981年に「BUNRAKU・狂乱」が大賞、1982年に「COUNTRY・故郷」が国際賞、をそれぞれ受賞後は、定期的に個展を開催する。
1990年、映画『極道の妻たち 最後の戦い』に出演し、その後も「極道の妻たち（極妻）」シリーズに重要な役どころで複数回出演。1993年、映画『ゴジラvsメカゴジラ』以降、Gフォース麻生司令官役でゴジラ平成VSシリーズにレギュラー出演。2000年代のミレニアムシリーズでも3作品に出演した。
1998年のテレビドラマ『GTO』の内山田ひろし教頭役以降、現代劇の出演が増える。
2006年6月「韓国陶磁器および2007第４回京畿道世界陶磁ビエンナーレ」の広報親善大使に就任。
2007年3月31日早朝、毎日放送の生番組『知っとこ!』レギュラー出演のために滞在していた大阪市内のホテルで、高熱で体調不良を訴えて救急車で搬送され、急性肺炎および横紋筋融解症と診断された。ICUで絶対安静の状態だったが、4月3日夕方に一般病棟へ、5月に都内へ転院して5月15日に退院した。自宅療養の後に6月30日放送の『知っとこ!』に生出演した。
2017年11月、出身地である木更津市のふるさと大使「木更津PR大使」に就任。
2024年に入り体力の低下などもあり、体調に配慮しながらメディア出演や取材などをこなしたが、同年5月15日に容体が急変し、翌16日夜に心不全のため、東京都内の自宅で死去した。81歳没。妻の池波志乃が最期を看取った。訃報は同月22日に公表された。なお生前、長久院（東京都台東区）に墓所を建立してあり、そこに納骨されることになっている。
最後の放送出演は、2024年1月3日に文化放送で放送された新春特番『小松左京クロニクル 日本沈没を探す旅』の中で、俳優の伊東四朗と対談したもの。その部分のダイジェストは死去が公表された同5月22日にラジオ番組『長野智子アップデート』で改めて放送された。収録映像としては、妻の池波と共演した「買取福ちゃん」のCM第4作が2024年5月2日（死去と同月）に撮影されたものと、後日徹子の部屋（2025年4月29日放映分）で池波志乃が明かした。CMは池波や事務所との話し合いの上で同年7月から放映されている。

## 人物

### 親交
高校の先輩に千葉真一がおり、日本体育大学に在学中の千葉が教育実習で指導した生徒が中尾で、教師と教え子の関係である。千葉の授業をよくサボっていた中尾は、芸能界で再会したときに「前田さん（千葉の本名）」と挨拶し、「理由もなく、単に反抗したかったんです」と非礼を陳謝した。中尾が出演していたテレビ『二人の刑事』（TBS）を千葉が「観ているぜ」と言うと、中尾は「光栄です」と低頭している。
「俳優になりたい」と考えて長谷川一夫の門を叩いたが、「高校を出たら、またここに来なさい」と諭されて「単に時間の猶予を与えられたのだ」と思ったが、現在は「『高校の勉強は最低限勉強しておくべきものだから、しっかり勉強しなさい』」という意味を持っていたと考えるようになった。
石坂浩二とは喧嘩友達、前田吟、峰岸徹、安岡力也とは駆け出しの頃から共にしてきた仲で、江守徹とはコンビで番組に出演したりするほどの仲。中尾自身は「同じ舞台に立っているのだから、（本番中は後輩や年下のタレントが自分に対して）どんな失礼なことがあっても気にならない」と語っている。
前田吟とは50年以上の付き合いがあり、1964年頃に中尾は渋谷の飲み屋に尊敬する劇団民藝の先輩俳優・宇野重吉が時々来ると知って通い始め、後日劇団俳優座の研究生だった前田と偶然出会い親しくなった。
落語家・十一代目金原亭馬生も長年の友人。馬生が「金原亭馬治」だった頃、中尾が古今亭志ん朝（池波の叔父でもある）に「（落語家の名跡である）馬生の名を継がせたいんですが、どうでしょう」と進言したこともあり、襲名させてもらえたという。
前妻は女優の茅島成美で、1970年に結婚した。一児を儲けるも、眞帆志ぶきとの不倫発覚により別居、1978年に離婚成立。同年、離婚調停中に共演した池波志乃と再婚した。
ダウンタウンとの共演が多いが、ウッチャンナンチャンの『ゲッパチ!UNアワー ありがとやんした!?』（フジテレビ）で、南原清隆が中尾をマネたキャラ「中王彬」に扮し、後に南原に内緒で中尾本人が登場するというドッキリ企画を端緒に、バラエティー番組に進出した。

### 池波との夫婦生活
生家が酒屋だったこともあり、1970年代のある日のロケバスで俳優仲間たちに向かって幻の日本酒・越乃寒梅の知識を披露したことがあった。すると、「そのお酒なら毎日飲んでますよ」と言って中尾を驚かせたのが池波志乃で、これが交際のきっかけとなった。10歳以上の年齢差があるため、結婚当初は周りから「多分5年持たないだろう」などと言われていたが、その後中尾が亡くなるまでの46年もの長い間を添い遂げた。また、金原亭馬生によると、結婚当初は中尾より志乃の方が収入が多く、彼女は夫を立てるため所属事務所に頼んで自分のギャラを下げてもらったという。夫婦ともに酒と食べることが好きだったため、夜に仕事がない日は自宅で会話をしながら2時間かけて夕食を取っていた。
池波はかつて中尾について、「性格は素っ気ないほどサラッとしていて情に脆い。感激屋で、熱い戦いが繰り広げられる高校野球（夏の甲子園）などを見ると、涙でぐしょぐしょになった顔はさすがに外では観せられない」と語ったことがある。
金原亭馬生によると、中尾の口癖が「野暮は嫌いだよ」だったこともあり、妻の池波に生前の遺言として「延命措置はしない」、「葬儀は身内だけ」、「お別れの会はやらない」と伝えて同意を得ていたとのこと。このため、中尾の死後は生前大好きだった上野精養軒で、近親者約30人でお清めの食事の席を設けるぐらいのかなり質素なものだった。

### 嗜好・特技
『やっぱり猫が好き』（フジテレビ）での劇中で、「中尾彬百発（殴ったような顔）」と表現されたことがある。とはいえ、色気のある雰囲気で1970年代には二枚目俳優と見なされており、金田一耕助役のみならず、昼メロ（『夫の貞操』）の主役をつとめたこともある。
演ずる場合は身につけるがネクタイが嫌いで、池波が「ねじねじ」と称するスカーフやマフラーなどを首元からぐるぐる巻き降ろすスタイルを好み、自他ともに認めるトレードマークである。1990年代前半に海外ロケで訪問したインドネシアで特産品であるバティックを大量購入したが、帰路の飛行機の中でイライラしながらバティックをよじっていると取れなくなり、そのままにしていたところ、「オシャレだな（レストランのシェフみたいで）」と共演していた神田正輝から褒められたことが端緒である。「ねじねじ」は300本、春夏秋冬、冠婚葬祭により使い分け、葬儀の際は黒のマフラーを着用する。夏季は「ねじねじ」がプリントされたTシャツを着用する。
趣味の絵画では先述の通りフランスに留学するぐらい力を入れており、かつては台東区池之端の自宅マンション以外に千葉県と沖縄県にアトリエを所有していたが、終活で2016年までに全て売却した。
趣味に万年筆収集があり、高い物は1本56万円、これまでに500万円以上費やして50本を入手した。2007年に病から退院後に島田紳助から退院祝いとして貰った、キャップのクリップ部分が「ねじねじ」でペン先に中尾の顔が描かれている万年筆を、金銭に変えがたいものとして大切にしている。
趣味は他に相撲観戦、野球観戦、俳句、釣り。妻も好角家なため、2013年の高見盛の断髪式では中尾が大銀杏にはさみを入れ、志乃は断髪後の花束贈呈を行った。
料理にも造詣が深く、地元木更津の老舗日本料理店「宝家」は先代の店主が高校時代の1学年後輩だったことから、家族ぐるみでの親交があり、パンフレットや献立などの協力をしていた。同店の看板料理でもある「あさりカレー」は中尾が子供時代に海岸で採ったアサリを具にしたカレーを食べていたことが由来となっている。
「中尾鍋」と呼ばれる、白菜と豚バラを使用した鍋料理を考案し、テレビ番組でたびたび紹介されている。
ガリガリ君が好きで、「日本一おいしいスイーツ」と評している。好きなフレーバーはマンゴー味。また、ハッピーターンも大好物。
2007年2月に脳梗塞で盟友の江守が倒れ、同年3月に自身が急性肺炎と相次いで大病を患ってから、飲酒と煙草を止めている。
1908年生まれの父親が101歳、祖父が106歳まで生きていて長命な家系のため安心していたが、2007年に自身が大病を患ってしまったことがある。
田苑酒造とコラボレーション企画で、全量四年樽貯蔵の麦焼酎“中尾AKIRA”をプロデュースした。

### 親族
前妻は茅島成美、現在の妻は池波志乃。義父は落語家10代目金原亭馬生、義祖父は5代目古今亭志ん生、義叔父は3代目古今亭志ん朝。姪の元夫は俳優の田宮五郎（田宮二郎の次男）。

### その他
身長175センチメートル（cm）、血液型O型。
1975年の映画『本陣殺人事件』で金田一耕助役を演じると、原作の横溝正史から以下のように評された。「中尾君の金田一耕助はいい。控えめな演技、体臭から発散する爽やかさは可愛くて、きっと私の金田一耕助ファンにも“善良な金田一耕助”として共感を呼ぶであろう」。
強面なこともあって先述の「極妻」シリーズの他、伊丹十三作品の『ミンボーの女』、北野武監督作『アウトレイジ ビヨンド』などにヤクザ役で出演している。

## 後任・代役
中尾の死去後、持ち役を引き継いだ人物は以下の通り。
| 後任     | 役名       | 概要作品             | 後任の初担当作品      |
| -------- | ---------- | -------------------- | --------------------- |
| 銀河万丈 | タイ・ラン | 『カンフー・パンダ』 | 『カンフー・パンダ4』 |

## 出演

### テレビドラマ
- 魚住少尉命中（1963年、NHK総合） - 主演・魚住少尉[注釈 4]
- 虹の設計（1964年 - 1966年、NHK総合）
- 若者たち（1966年、フジテレビ）
- 大河ドラマ（NHK総合）
  - 竜馬がゆく（1968年） - 岩崎弥太郎
  - 新・平家物語（1972年） - 平忠度
  - 炎立つ（1993年 - 1994年） - 後白河法皇
  - 秀吉（1996年） - 柴田勝家
  - 義経（2005年） - 梶原景時
  - 天地人（2009年） - 毛利輝元
  - 龍馬伝（2010年） - 茂田一次郎
- 三匹の侍（フジテレビ）
  - 第5シリーズ 第22話「燃える」（1968年） - 加古
  - 第6シリーズ 第22話「苦い米」（1969年） - 新吉
- ザ・ガードマン（TBS / 大映テレビ室）
  - 第212話「消えた現金に手を出すな」（1969年）
  - 第218話「サラリーマンは夜に勝負する」（1969年）
  - 第320話「ボウリング場殺人事件」（1971年）
  - 第332話「この夏女子大生がやった大冒険」（1971年）
- 銭形平次 （フジテレビ / 東映）
  - 第161話「消えた千両箱」（1969年） - 幸太
  - 第526話「あにとおとうと」（1976年） - 栄吉
- 二人の刑事（1970年、TBS）
- 乱れそめにし（1970年、東海テレビ）
- 女三四郎（1970年、大映テレビ）
- 男は度胸（1970年、NHK総合） - 堀部安兵衛
- 恋愛術入門 第22話「ブランコから落ちた恋」（1971年3月21日、TBS / 国際放映） - サーカス団員
- 鉄道100年 大いなる旅路（1971年、日本テレビ） - 砂田恵吉
- 一心太助 (テレビドラマ)（1971年、CX）
- 荒野の素浪人 第13話「無残 愛と死の峠」（1972年、NET / 三船プロ） - 山崎平太
- シークレット部隊 （1972年、TBS / 大映テレビ）
  - 第1話「黄金の七人!嵐の大脱走」 - 船員
  - 第10話「女の悲劇はスポーツカーから」
- 特別機動捜査隊 （NET / 東映）
  - 第570話「ホノルル特急002便」（1972年） - 片桐
  - 第579話「三船班ハワイへ飛ぶ」（1972年） - 石戸
  - 第583話「初笑いトバッチリ三船班」（1973年） - 中尾[注釈 5]
  - 第602話「香港から来た女」（1973年） - 一郎
  - 第654話「矢崎班緊急出動せよ」（1974年）※友情出演
- 地獄の辰捕物控 第15話「憎しみの果てに朝が来る」（1973年、NET / 東映） - 喜太郎
- 体の中を風が吹く（1973年、NHK総合）
- 水戸黄門（TBS / C.A.L）
  - 第2部 第32話「小太刀の女」（1971年） - 高崎数之進
  - 第4部 第2話「天狗馬鹿 -忍-」（1973年） - 武蔵国忍藩主嫡男・阿部正喬
- ポーラテレビ小説・薩摩おごじょ（1973年、TBS） - 滝村道明
- 必殺シリーズ（朝日放送 / 松竹）
  - 必殺仕掛人 第7話「ひとでなし消します」（1972年） - 伊庭頼之丞
  - 必殺仕置人 第6話「塀に書かれた恨み文字」（1973年） - 守山藩主・松平右京大夫忠則
  - 必殺仕置屋稼業 第3話「一筆啓上紐が見えた」（1975年） - 加吉
  - 必殺仕業人 第14話「あんたこの勝負をどう思う」（1976年） - 萩田道安
  - 必殺スペシャル・新春 大暴れ仕事人! 横浜異人屋敷の決闘（1990年） - 松平主税介
- トリプル捜査線 第10話「復讐鬼・白昼の大脱走」（1973年、フジテレビ / 大映テレビ）
- 非情のライセンス 第1シリーズ 第37話「兇悪のビーナス」（1973年、NET / 東映） - 五代雄一郎
- 旗本退屈男 第23話「旅みやげ梅一輪」 (1974年、NET / 東映)
- アイフル大作戦 第56話「卒業式・サヨナラ涼子という女」（1974年、TBS / 東映）
- おしどり右京捕物車 第13話「砲」（1974年、朝日放送 / 松竹） - 長安
- 子連れ狼 第2部 第23話「生前香典」（1974年、日本テレビ / ユニオン映画） - 雲
- 夜明けの刑事（TBS / 大映テレビ）
  - 第3話「隣の家の秘密」（1974年）
  - 第42話「夫はポルノに殺された!」（1975年）
  - 第65話「注文はセーラー服の女子高校生だ!!」（1976年）　- 山形史郎
  - 第77話「ひき逃げされた高校生のナゾ!!」（1976年） - のりお
- 伝七捕物帳（日本テレビ / ユニオン映画）
  - 第48話「恋の十手になみだ雨」（1974年） - 英吉
  - 第87話「夢に涙の子守唄」（1975年） - 平作
  - 第104話「無実の獄門」（1976年） - 時次郎
  - 第142話「人情妻恋花火」（1977年） - 卯之吉
- 座頭市物語 第26話「ひとり旅」（1975年、フジテレビ / 勝プロ） - 情報屋
- どてらい男（戦後篇）（1975年、関西テレビ） - 坂井一等兵
- 剣と風と子守唄 第12話「殿様暗殺の日」（1975年、日本テレビ / 三船プロ） - 松平忠明
- Gメン'75 第22話「警視庁殺人課」（1975年、TBS / 東映） - 警視庁外事課刑事・志賀健二
- 晩秋（1975年、よみうりテレビ）
- ライオン奥様劇場・良人の貞操（1975年、フジテレビ / 宝塚映画）
- TOKYO DETECTIVE 二人の事件簿 第28話「男は二度死んだ」（1975年、朝日放送 / 大映テレビ）
- 燃える捜査網 第4話「お前はお前 俺は俺」（1975年、NET / 東映） - 笠井刑事
- 夫婦旅日記 さらば浪人 第9話「信濃路の夢」（1976年、フジテレビ / 勝プロ） - 弥七
- 隠し目付参上 第14話「半年先の天下を見たか」（1976年、毎日放送 / 三船プロ） - 榊兵馬
- 人魚亭異聞 無法街の素浪人 第19話「華麗なる目撃者」（1976年、NET / 三船プロ） - 有馬左十郎
- 俺たちの旅 第39話「ニッポンの将来はどうなりますか?」（1976年、日本テレビ / ユニオン映画） - 熊沢洋一
- いろはの"い" 第22話「友情」（1977年、日本テレビ / 東宝） - 牧田実
- 同心部屋御用帳 江戸の旋風（第3シリーズ） 第5話「本所おいてけ堀」（1977年、フジテレビ / 東宝）
- 桃太郎侍 第39話「嘘つき小僧が飛んで来た」 （1977年、日本テレビ / 東映） - 新助
- 砂の器（1977年、フジテレビ / 俳優座映画放送） - 関川重雄
- 暴れん坊将軍シリーズ（テレビ朝日 / 東映） - 尾張大納言宗春 ※準レギュラー
  - 吉宗評判記 暴れん坊将軍
    - 第1話「春一番! 江戸の明星」（1978年）
    - 第4話「遥かなる遠き日の母」（1978年）
    - 第9話「義賊、江戸を走る」（1978年）
    - 第20話「人情あやめ河岸」（1978年）

  - 暴れん坊将軍II 第90話 SP「吉宗失脚!?初春一番の大江戸裁き!」（1985年）
  - 暴れん坊将軍III
    - 第1話「吉宗初暴れ! 少女涙の訴え状」（1988年）
    - 第13話 SP「将軍が消えた!? 吉宗暗殺の渦巻く紀州和歌山」（1988年）
    - 第42話「御庭番を愛した女」（1988年）
    - 第59話 SP「みちのく血判状! 魔性の谷の決戦!!」（1989年）
    - 第97話 500回SP「将軍琉球へ渡る 天下分け目の決闘」（1989年）

  - 暴れん坊将軍IV
    - 第1話 SP「ご生母、謎の失踪! 吉宗、江戸城決戦春一番!!」（1991年）
    - 第20話「愛しき炎の剣!」（1991年）
    - 第26話 SP「江戸城反乱! 連判状に仕掛けられた罠!!」（1991年）
    - 第51話 SP「隠された壱千万両 家康の埋蔵金を追え!」（1992年）

  - 暴れん坊将軍V 第32話「紀州から来た刺客」（1993年）
  - 暴れん坊将軍VI 第1話 SP「吉宗潜入! 謀略の城 偽将軍宣下を阻止せよ!」（1994年）
  - 暴れん坊将軍VII
    - 第1話「江戸っ子神輿が吉宗を呼ぶ!」（1996年）
    - 第14話「尾張宗春の謀叛」（1996年）
- 明日の刑事 第32話「九十九里に散る女の涙」（1978年、TBS / 大映テレビ）
- 達磨大助事件帳 第18話「雪に散る子守り唄」（1978年、テレビ朝日 / 前進座 / 国際放映） - 半次郎
- 大空港 第1話「海外逃亡を阻止せよ」（1978年、フジテレビ / 松竹） - 多岐亘
- 東京メグレ警視シリーズ 第23話「警視と善良な人びと」（1978年、朝日放送 / テレパック）
- チェックメイト78 第2話「小さな孔を覗く警部」（1978年、朝日放送 /テレパック）
- 土曜ワイド劇場（テレビ朝日）
  - 魚たちと眠れ 洋上女子大学殺人事件（1978年、大映テレビ） - 桐山久晴
  - 江戸川乱歩の美女シリーズ（松竹）
    - 化粧台の美女（1982年4月） - 横堀京介
    - 妖しい傷あとの美女（1985年3月） - 平田一郎

  - 松本清張の事故（1982年6月、大映テレビ）
  - 窓の中の殺人 離婚した女 嫌いな前夫が私を犯す…（1983年12月）
  - 家政婦は見た! シリーズ（大映テレビ）
    - 第4作 華やかなエリート家族の乱れた秘密 名門女子大がゆれる…（1986年） - 甲元弘道
    - 第9作 有名進学塾マドンナ教師の妖しい秘密 年商1兆3,000億受験産業を覗く…（1991年） - 竜岡勝利
    - 第14作 憧れの大女優 私生活の派手な秘密 虚飾と欲望に一族が乱れる（1995年） - 倉橋紀明

  - 混浴露天風呂連続殺人（1988年11月） - 西尾勇次
  - 探偵・神津恭介の殺人推理（1990年5月） - 水谷良平
  - さすらいの女弁護士 山岸晶（2010年7月） - 黒沢
  - 遺品の声を聴く男（2013年5月） - 長谷川伸之
- 西遊記 第8話「悟空危うし! 鱗青魔王の逆襲」（1978年、日本テレビ / 国際放映） - 鱗青魔王
  - 西遊記II 第17話「泣くな八戒！瞳の中の愛」 - 朱俊英
- 若さま侍捕物帳 第11話・第18話（1978年、テレビ朝日 / 前進座 / 国際放映）
- 太陽にほえろ! 第319話「年上の女」（1978年、日本テレビ / 東宝） - 矢倉浩
- 半七捕物帳 第2話「刀傷 吉良の脇差」（1979年、テレビ朝日 / 歌舞伎座テレビ）
- そば屋梅吉捕物帳 第10話「おんな狩り」（1979年、12ch / 国際放映） - 大場又十郎
- 銀河テレビ小説（NHK総合）
  - 冬の祝婚歌（1980年） - 清家洋太郎
- 探偵物語 第25話「ポリス番外地」（1980年、日本テレビ / 東映ビデオ） - 牛島課長
- 大激闘マッドポリス'80 第1話「マフィアからの挑戦」（1980年、日本テレビ / 東映） - ヒットマン・神崎勝
- 悪党狩り 第19話「大江戸恨み節」（1980年、12ch / 松竹） - 佐平
- 旅がらす事件帖 第4話「俺もお前もはぐれ鳥」（1980年、関西テレビ / 国際放映） - 仁蔵
- 特捜最前線 第189話「犯罪紳士録に載っている男!」（1980年12月、テレビ朝日 / 東映） - 西村茂（偽弁護士・関田）
- 土曜ドラマ（NHK総合）
  - わが青春のブルース（1981年） - 田沢
  - 女たちの帝国（1997年） - 室井精二郎
  - ハゲタカ（2007年） - 飯島亮介
  - TAROの塔（2011年2月） - 東郷青児
- 闇を斬れ 第3話「夜伽女の怨みぶし」（1981年、関西テレビ / 松竹） - 綾小路公友
- 警視庁殺人課 第7話「白昼のスナイパー」（1981年、ANB / 東映）
- 江戸の用心棒 第11話「謎の剣客」（1981年、フジテレビ / 東宝 / 映像京都） - 長江長左衛門
- 時代劇スペシャル 紫頭巾 黄金の秘密（1982年、フジテレビ / 東映） - 田沼意知
- 火曜サスペンス劇場（日本テレビ）
  - 乱れからくり（1982年3月） - 馬割宗児
  - 松本清張の脊梁（1982年10月、松竹）
  - 博多長崎殺人行（1986年9月）
  - L特急さざなみ4号で出会った女（1988年、大映テレビ）
  - 小京都ミステリー1（1989年） - 上村編集長
  - 通勤快速殺人事件（1989年5月、日本映像）
  - 天使が消えた夏（1990年8月、セントラル・アーツ）
  - 森村誠一の音（1992年5月、日本映像）
- おりんさん（1983年、東海テレビ） - 兵隊寅
- 木曜ファミリーワイド / 松本清張の蒼い描点（1983年、フジテレビ / 大映テレビ）  - 村谷亮吾
- 長七郎江戸日記スペシャル 「長七郎立つ!江戸城の対決」・「母は敵か?!正雪の陰謀」（日本テレビ / ユニオン映画） - 由比正雪
- ただいま絶好調! 第9話「突撃! フォーカス」（1985年、テレビ朝日 / 石原プロ）
- 禁じられたマリコ（1985年、TBS / 東宝）前田物産社長・前田耕一郎
- 愛の嵐 第1 - 38話（1986年、東海テレビ制作・フジテレビ系）[25] - 三枝伝右衛門
- このこ誰の子? 第10話「名古屋の出来事」、第11話「運命のめぐり合い」（1986年 - 1987年、フジテレビ / 大映テレビ） - 高階
- アリエスの乙女たち（1987年、フジテレビ/大映テレビ） - 磯崎淳一郎（小説家）
- ドラマ女の手記「不倫の請求書」（1987年、テレビ東京）
- ザ・ドラマチックナイト / 松本清張の地方紙を買う女（1987年10月、フジテレビ / 大映テレビ）
- 名探偵金田一耕助の傑作推理（TBS）
  - 第10作「薔薇王」（1989年） - 日疋源蔵
  - 第18作「迷路の花嫁」（1993年） - 建部多門
- 次郎長三国志（1991年、テレビ東京） - 日柳燕石
- 武田信玄（1991年、TBS） - 村上義清
- 刑事貴族3 第1話「9人の優しい日本人」（1991年、日本テレビ / 東宝）
- 新春時代劇スペシャル / 寛永風雲録（1991年、日本テレビ） - 徳川頼宣
- 鬼平犯科帳 第3シリーズ 第2話「剣客」（1991年、フジテレビ / 松竹） - 石坂太四郎
- 天下の副将軍水戸光圀 徳川御三家の激闘（1992年、テレビ東京） - 柳沢吉保
- 風林火山（1992年、日本テレビ） - 甘利虎泰
- 四匹の用心棒 (5) かかし半兵衛無頼旅（1993年、テレビ朝日 / 東映） - 由良形部
- 闇を斬る!大江戸犯科帳 第14話「筆頭老中への陰謀」（1993年、日本テレビ / ユニオン映画） - 勝山九十郎 / しろがね屋治兵衛（二役）
- 大忠臣蔵（1994年、TBS） - 小林平八郎
- 横浜心中（1994年、日本テレビ） - 島津隆造
- 夜に抱かれて（1994年、日本テレビ）
- 愛と罪と（1995年、東海テレビ） - 上条幸之助
- クリスマスキス〜イブに逢いましょう（1995年、テレビ東京） - 砂川茂（探偵）
- 鍵師（1993年3月12日、フジテレビ） - 権藤社長（権藤興業）
- 金曜エンタテイメント / おばさんデカ 桜乙女の事件帖3（1995年12月29日、フジテレビ） - 九頭竜会会長 竜崎巌
- 編笠十兵衛（1997年、テレビ東京） - 大石内蔵助
- 東京龍 TOKYO DRAGON（1997年8月25日 - 28日、NHK BS） - 矢崎昭二
- 連続ドラマ版 家政婦は見た! 第7話「人気作家の豪邸に妖しい幽霊…」（1997年、テレビ朝日） - 荒川乱流
- GTO（1998年、関西テレビ） - 私立高校武蔵野聖林学苑 内山田ひろし教頭
- 月下の棋士（2000年、テレビ朝日） - 日本将棋連盟会長 大原巌（十五世名人）
- 20歳の結婚（2000年、TBS） - 中願寺小三郎
- 連続テレビ小説（NHK総合）
  - どんど晴れ（2007年） - 梶原亮介
- 正月時代劇 / 雪之丞変化（2008年1月3日、NHK総合） - 土部三斎
- サスペンス特別企画 / インターホン症候群の女・他人の生活を覗きたがる主婦の秘密（2008年3月、テレビ朝日）
- NHKスペシャル / 最後の戦犯（2008年12月7日、NHK総合） - 岡田吉雄
- あんみつ姫2（2009年1月、フジテレビ） - 阿久田偉観（大老）
- 裸の大将放浪記『火の国・熊本編〜女心が噴火するので』（2009年10月24日、フジテレビ） - 伊津野孝一郎
- 坂の上の雲（2010年12月 - 2011年12月、NHK総合） - 日高壮之丞
- 最後の晩餐 〜刑事・遠野一行と七人の容疑者〜（2011年5月14日、テレビ朝日） - 横手信吾
- 塚原卜伝（2011年10月 - 11月、NHK BSプレミアム） - 伊勢盛時
- 使命と魂のリミット（2011年11月5日・12日、NHK総合） - 島原総一郎
- 月曜ゴールデン / 松本清張没後20年スペシャル・寒流（2013年1月14日、TBS） - 福光喜太郎
- ドキュメンタリー・ドラマ ヒロシマ 復興を夢みた男たち（2013年3月16日、NHK総合）- 藤田若水（元広島市長）
- 琉神マブヤー4 第十一話（2013年12月14日、琉球放送） - 本人
- ドクターX〜外科医・大門未知子〜（2014年10月 - 12月、テレビ朝日） - 黒部徹也
- グ・ラ・メ!〜総理の料理番〜 第1話（2016年7月22日、テレビ朝日） - 梶原権造
- 金曜プレミアム・誘拐ミステリー超傑作 法月綸太郎 一の悲劇（2016年9月23日、フジテレビ） - 門脇了壱
- BG〜身辺警護人〜 第4話（2018年2月8日、テレビ朝日） ‐ 崎山敬一郎（※特別出演）
- 下町ロケット 第3話（2018年10月28日、TBS） - 重田登志信（※特別出演）
- 名探偵・明智小五郎 第1夜（2019年3月30日、テレビ朝日） - 宇田川道玄（頭取）
- 法医学教室の事件ファイル 47（2020年5月24日、テレビ朝日） - 太賀龍蔵

### 配信ドラマ
- サンクチュアリ -聖域-（2023年5月4日、Netflix） - 日本大相撲協会 理事長 熊田[26]

### 映画
- 青い芽の素顔（1961年、日活） - ノンクレジット、玩具工場の工員
- どじょっこの歌（1961年、日活） - ノンクレジット、高行の学友
- 真昼の誘拐（1961年、日活） - 大林
- 北上夜曲（1961年、日活） - 学生
- 危いことなら銭になる（1962年、日活） - トラックの運ちゃん＝晴海勇三
- 夢がいっぱい暴れん坊（1962年、日活） - 若旦那
- 俺に賭けた奴ら（1962年、日活） - バー「トト」のバーテン
- 天使と野郎ども（1962年、日活） - 黒田組チンピラ
- 花の才月（1962年、日活） - 黒さん
- 危険な商売 鉛をぶちこめ（1962年、日活） - 大和田の配下・宮下
- 若い爪あと（1962年、日活） - 取調べの警官
- 横を向いた青春（1962年、日活） - 三興会のヤクザ
- 若い旋風（1962年、日活） - 郷田和夫
- 月曜日のユカ（1964年、日活） - 修
- 太陽西から昇る（1964年、日活） - 久我（浩の仲間）
- 猟人日記（1964年、日活） - 山崎幸太郎
- 結婚相談（1965年、日活） - 鶴川猛
- 明日は咲こう花咲こう（1965年、日活） - 浜野新樹
- 愛と死の記録（1966年、日活） - 藤井
- 逃亡列車（1966年、日活） - 松本一等兵
- 娘の季節（1968年、日活） - 千葉洋二
- 幽霊屋敷の恐怖 血を吸う人形（1970年、東宝） - 高木浩
- 赤頭巾ちゃん気をつけて（1970年、東宝）
- 内海の輪（1971年、松竹） - 主演・江村宗三
- 本陣殺人事件（1975年、ATG） - 主演・金田一耕助
- 西陣心中（1977年、ATG） - 矢野
- 帰らざる日々（1978年、日活） - 中村志郎
- 白昼の死角（1979年、東映） - 九鬼善司
- 日本の黒幕（1979年、東映） - 団耕太郎
- 幸福号出帆（1980年、東映セントラルフィルム） - 萩原達
- ザ・ウーマン （1980年、友映） - 飯尾藤十郎
- 燃える勇者（1981年、東映） - 天坊
- 悪霊島（1981年、東映） - 刑部守衛
- 蔵の中（1981年、東映） - 磯貝三四郎
- 誘拐報道（1982年、東映） - 森安泰明
- 伊賀忍法帖（1982年、東映 / 角川映画） - 松永弾正
- 嵐を呼ぶ男（1983年、東宝） - 持永隆一
- 双子座の女（1984年、にっかつ）
- ザ・オーディション（1984年） - 矢島
- バロー・ギャングBC（1985年、東映） - 唐沢先生
- 春の鐘（1985年、東宝）
- 花園の迷宮（1988年、東映） - 秋元市太郎
- 極道の妻たちシリーズ（東映）
  - 極道の妻たち 最後の戦い（1990年、東映） - 四代目中松組組長 田所亮次
  - 極道の妻たち 危険な賭け（1996年） - 坂松組幹部 市元裕兵
  - 極道の妻たち 決着（1998年、東映） - アケノ組 川西（名越組長の知人）
  - 極道の妻たち 赤い殺意（1999年、東映ビデオ） - 高須組若頭 根元紘一
  - 極道の妻たち 地獄の道づれ（2001年、東映ビデオ） - 柴山会理事長 茂田光機
- 浪人街（1990年、松竹） - 小幡七郎右衛門
- 首領になった男（1991年、東映） - 木下尊光
- 代打教師 秋葉、真剣です!（1991年、東映） - 田口校長
- 極道戦争 武闘派 (1991、東映) - 海東会理事長 深沢厳
- ミンボーの女（1992年、東宝） - 伊場木
- 七人のおたく（1992年、東映） - 高松一
- 民暴の帝王（1993年、東映） - 茂木信夫
- ゴジラシリーズ（東宝）
  - ゴジラvsメカゴジラ（1993年） - 麻生司令官[3]
  - ゴジラvsスペースゴジラ（1994年） - 麻生司令官[3]
  - ゴジラvsデストロイア（1995年） - 麻生司令官[3]
  - ゴジラ×メカゴジラ（2002年） - 五十嵐隼人総理[3]
  - ゴジラ×モスラ×メカゴジラ 東京SOS（2003年） - 五十嵐隼人総理[3]
  - ゴジラ FINAL WARS（2004年、東宝） - 旧・轟天号艦長[3]
- 首領を殺った男（1994年、東映） - 各務達也
- やくざ道入門（1994年、バンダイビジュアル） - 渡辺
- 東雲楼 女の乱（1994年、東映） - 有働喜代治
- ヤンキー烈風隊 （1995年、パル企画） - 関東花岡連合会長 花岡虎造
- 斬り込み（1995年、イメージファクトリー・アイテム） - 阿久津組組長 阿久津征二
- 麻雀飛翔伝 哭きの竜（1995年、竹書房・アミューズビデオ）- 桜田道造
- 出現!東京龍 TOKYO DRAGON （1997年、エース・ピクチャーズ） - 矢崎昭二
- 劇場版金田一少年の事件簿 上海魚人伝説（1997年、東宝） - 藤堂壮介
- バブルと寝た女たち（1998年、円谷映像） - 大森七郎
- 必殺! 三味線屋・勇次（1999年、松竹） - 富喜屋藤兵衛
- 梟の城（1999年、東宝） - 徳川家康
- 木更津キャッツアイ 日本シリーズ（2003年、アスミック・エース） - 30年後のバンビ
- アキレスと亀（2008年、東京テアトル / オフィス北野） - 倉持利助
- 牙狼〈GARO〉 〜RED REQUIEM〜（2010年） - 来栖謙一
- 犬とあなたの物語 いぬのえいが「あきら！」 - 主演・中尾彬（本人役）
- アウトレイジ ビヨンド（2012年、ワーナー・ブラザース映画 / オフィス北野） - 山王会幹部 富田
- 龍三と七人の子分たち（2015年、ワーナー・ブラザース映画 / オフィス北野） - はばかりのモキチ
- ヒロイン失格（2015年、ワーナー・ブラザース映画） - 中尾彬（本人役）（※特別出演）
- 翔んで埼玉シリーズ（東映） - 東京都知事 壇ノ浦建造
  - 翔んで埼玉（2019年）
  - 翔んで埼玉 〜琵琶湖より愛をこめて〜（2023年）
    - ※ 第2作は息子・百美による回想シーンでの登場。
- 任侠学園（2019年、エイベックス・ピクチャーズ） - 永神健太郎（※特別出演）
- 時には昔の話を/森山周一郎 声優と呼ばれた俳優（2022年、ユーステール）[27]

### オリジナルビデオ
- ドロップ・アウト しなやかな女豹（1992年、松竹ホームビデオ）
- 雀魔アカギ（1992年、竹書房・ギャガ） - 川田 役
- 本気! オリジナルビデオ版（1994年） - 菊地 役
- 湘南純愛組!シリーズ（1994年 - 1997年、日本映像） - 辻堂高校校長 毒大時有恒
- 難波金融伝ミナミの帝王 銃撃の復讐（1997年） - 若山重信

### OVA
- 世界の光 親鸞聖人 第4巻（1992年） - 弁円

### ゲーム
- みんなのGOLFポータブル2（2007年） - ナカオさん
- JUDGE EYES:死神の遺言（2018年） - 源田龍造[28]
  - LOST JUDGMENT 裁かれざる記憶 （2021年）- 源田龍造

### 吹き替え
- カンフー・パンダ（タイ・ラン役）
- 刑事バレッタ（ロバート・ブレイク）
- 太陽がいっぱい（モーリス・ロネ）※日本テレビ版
- ドラゴン怒りの鉄拳（ブルース・リー）
- バニシングin60″（エイドリアン・ペイス〈H・B・ハリッキー〉）※日本テレビ版
- 遥かなる西部（ロバート・コンラッド）
- 郵便配達は二度ベルを鳴らす（ジャック・ニコルソン）
- 冷血（ロバート・ブレイク）※NET版

### テレビ番組
報道・情報番組
| 期間       | 期間      | 番組名                                  | 役職                                      |
| ---------- | --------- | --------------------------------------- | ----------------------------------------- |
| 1993年10月 | 2008年6月 | 痛快!エブリデイ（関西テレビ）           | コメンテーター                            |
| 1995年4月  | 2016年3月 | ためしてガッテン（NHK総合）             | パネラー出演                              |
| 1999年10月 | 時期不明  | ちちんぷいぷい（毎日放送）              | 金曜日準レギュラー出演                    |
| 2001年4月  | 2010年3月 | ニョッキン7（岡山放送）                 | 不定期出演                                |
| 2003年4月  | 2012年3月 | 知っとこ!（毎日放送制作・TBS系）        | レギュラーパネラー出演                    |
| 2003年4月  | 2005年3月 | 知ってた?（毎日放送）                   | レギュラー出演                            |
| 2006年10月 | 2019年9月 | スタイルプラス（東海テレビ）            | 不定期出演                                |
| 2009年10月 | 2010年8月 | 時短生活ガイドショー（TBS）             | 不定期出演                                |
| 2011年4月  | 2018年3月 | ひるブラ（NHK総合）                     | スタジオゲスト出演                        |
| 2012年4月  | 2013年9月 | やじうまテレビ!（テレビ朝日）           | 火曜日コメンテーター                      |
| 2013年10月 | 2021年3月 | グッド!モーニング（テレビ朝日）         | 水曜日コメンテーター→火曜日コメンテーター |
| 2014年4月  | 2022年3月 | バイキング→バイキングMORE（フジテレビ） | 火曜日不定期ゲスト出演                    |

バラエティ・トーク・ドキュメンタリー・単発特別番組
- 徹子の部屋（テレビ朝日）
- ゲッパチ!UN アワーありがとやんした!?（フジテレビ）
- 脳内エステ IQサプリ（フジテレビ）
- ザ・ベストハウス123（フジテレビ）
- 愛する二人別れる二人（フジテレビ）
- ダウンタウンDX（よみうりテレビ制作日本テレビ系・不定期）
- びっくり法律旅行社（NHK総合）
- 地球感動配達人 走れ!ポストマン（毎日放送系）
- 国民的ことばバラエティー みんなでニホンGO!（NHK総合）チュートリアルと共に司会。
- おウチに帰ろう!（TBS）
- 愛しのメロンパン（テレ朝チャンネル）司会
- ワンダー×ワンダー（NHK総合）
- 土曜スペシャル（テレビ東京）
- まかないメシ食べまくり!!（日本テレビ）
- いまどき娘とハッスルオヤジ（テレビ東京）
- 女神のキセキ（テレビ東京）
- ジェネレーション天国（フジテレビ）
- オモクリ監督（フジテレビ「お化け屋敷の経営会議」）
- 中尾彬!美食の花道（静岡第一テレビ）
- ザ・インタビュー〜トップランナーの肖像〜（BS朝日）（2020年2月29日）
- 千客万来!中尾家deごはん（2020年4月5日 - 2020年11月1日、BS-TBS）
- オールスター感謝祭（TBS）
- 人気者でいこう!（朝日放送）
- HAMASHO（よみうりテレビ、1998年）「バカ観光」にゲスト出演。
- ぽかぽか（2023年6月23日、フジテレビ）池波志乃と夫婦出演。

### ラジオ番組
- ラジオドラマ『小松左京「日本沈没」より〜ここを過ぎて悲しみの都へ』（文化放送、1973年11月4日） - 主演・高階[15]
  - 文化放送新春スペシャル 小松左京クロニクル 「日本沈没」を探す旅 特別編 初語り（2024年1月3日） - ラジオドラマの再放送と対談 ※中尾最後の番組出演[15]
- 中尾彬 沖縄時間（RBCiラジオ）

### ドキュメント
- NHKスペシャル「アフリカンドリーム」（NHK総合、2010年4 - 6月） - ナレーション
- NEXT JAPAN -熱き求導者-（毎日放送） - ナレーション

### PV
- 桑田佳祐「東京」（2002年）
- AKB48「ギンガムチェック」（2012年）

### CM
- NEC「らくらくゴジラチェアプレゼント」（1995年） - 麻生司令官
- 黄桜「辛口一献」
- ヤマサ醤油「昆布つゆ」（2005年 - ） - 江守徹と共演
- 味の素「パルスイート」
- エプソン「プリンタでじぶんを出そう」
- エイチ・アイ・エス「いい旅研究室プロジェクト」（2008年）
- 菊之露酒造「菊之露」（沖縄県内のみ）
- 大塚食品「MATCH」（2010年） - 南明奈と共演
- ほっともっと「めんたい高菜弁当」（2011年） - ナレーション
- 日本サプリメント「豆鼓エキスつぶタイプ」
- 森永製菓「カレ・ド・ショコラ」（2019年）
- 株式会社REGATE「買取福ちゃん」（2021年 - ） - 妻・池波志乃、2022年から鈴木福と共演[29]
- ジャパネットクルーズ「あこがれの世界クルーズ紀行 」(BSJapanextほか、2023年 - 2024年) - PR番組、池波志乃と共演

### その他
- ふるさと切手千葉県版
- テレビ文学館（1989年、NHK総合）田宮虎彦『足摺岬』を朗読
- 桑田佳祐『東京』プロモーションビデオ（2002年）
- おきなわのホームソング「ニーブイ カーブイ」（2008年2月、琉球放送）
- はかま満緒の話しのネタ（2010年2月15日、ラジオ日本） - ゲスト
- 千葉県木更津市立八幡台小学校校歌 - 補作
- スカパー!アダルト放送大賞（2013年 - 2017年、スカパー!プレミアムサービス） - 司会
- 電子地域通貨「アクアコイン」の決済音[30]

## 受賞歴
2015年度
- 第25回東京スポーツ映画大賞・助演男優賞（『龍三と七人の子分たち』） ※近藤正臣、品川徹、樋浦勉、伊藤幸純、吉澤健、小野寺昭、安田顕とともに受賞[31]。

2017年度
- スカパー!アダルト放送大賞・功労賞[32]

2023年度
- 第3回Men's Beauty アワード・Beautyライフスタイル部門[33]